# Sunway (microprocessador)
Sunway, o ShenWei, (en xinès 申威), és una sèrie de microprocessadors d'ordinador, desenvolupats per Jiangnan Computing Lab a Wuxi, Xina. Utilitza una arquitectura d'ordinador de conjunt d'instruccions reduït (RISC), però els detalls encara són escassos.

## Història
Els microprocessadors de la sèrie Sunway es van desenvolupar principalment per a l'ús dels militars de la República Popular de la Xina. En fòrums en línia s'expressa que es creu que la microarquitectura original està inspirada en DEC Alpha. Es creu que l' SW-3 està especialment basat en l'Alpha 21164.
Jack Dongarra afirma sobre el següent SW26010, el "Conjunt d'instruccions ShenWei-64 (això NO està relacionat amb el conjunt d'instruccions DEC Alpha)", i no diu que sigui un nou conjunt d'instruccions de les tres generacions anteriors que anomena; encara que es desconeixen detalls precisos del conjunt d'instruccions.

### Sunway SW-1
- Primera generació, 2006
- Un sol nucli
- 900 MHz

### Sunway SW-2
- Segona generació, 2008
- Doble nucli
- 1400 MHz
- SMIC 130 procés nm
- 70-100 W

### Sunway SW-3, SW1600
- Tercera generació, 2010
- RISC de 16 nuclis i 64 bits
- 975–1200 MHz
- 65 procés nm
- 140,8 GFLOPS @ 1.1 GHz
- Capacitat màxima de memòria: 16 GB
- Ample de banda màxim de memòria: 68 GB/s
- DDR3 de quatre canals de 128 bits
- Superescalar de quatre números
- Dues unitats d'execució senceres i dues unitats d'execució de coma flotant
- Conducte enter de 7 etapes i canonada de coma flotant de 10 etapes
- Adreça virtual de 43 bits i adreça física de 40 bits
- Fins a 8 TB de memòria virtual i 1 TB de memòria física compatible
- Memòria cau L1: memòria cau d'instruccions de 8 KB i Memòria cau de dades 8 KB
- Memòria cau L2: 96 KB
- Bus del sistema de 128 bits

### Sunway SW26010
- Quarta generació, 2016
- Processador RISC de 64 bits
- Arquitectura de molts nuclis, amb 4 clústers de CPU en un xip, cadascun amb 64 CPU de computació lleugeres amb una CPU de gestió addicional, enllaçada per una xarxa en un xip.